# Jardín Viña Extremeña
El Jardín Botánico "Viña Extremeña" de Almendralejo es un jardín botánico de aclimatación de especies tropicales, de carácter privado, que se encuentra delante de la bodega de "Viña Extremeña" en la comunidad autónoma de Extremadura, España. 
Este jardín botánico se encuentra dentro de la Asociación Iberomacaronésica de Jardines Botánicos.

## Localización
Jardín Botánico "Viña Extremeña" C/. Lago de Alange, s/n. 06200. Almendralejo, provincia de Badajoz, España. 
Planos y vistas satelitales.38°40′59″N 6°24′33″O / 38.68306, -6.40917
La visita es gratuita.

## Historia
Este jardín botánico está financiado por la Fundación Schlegel comprometida como mecenas con la cultura en Extremadura.
Inaugurado el 18 de diciembre del 2001 por el presidente de la Junta de Extremadura, Juan Carlos Rodríguez Ibarra.

## Colecciones
Con más de 400 especies de aclimatación catalogadas procedentes de cinco continentes, con unos 2200 ejemplares.
Son de destacar un olivo milenario, Yucca gigantea, Aloe ferox, Macrozamia moorei, Beaucarnea recurvata.